# تل الفراني
تل الفراني، مكان مذكور في التوراة يقع في فلسطين المحتلة، على بعد حوالي 3.5 كم إلى الشرق من البحر الأبيض المتوسط، بين أسدود وعسقلان، وتبلغ مساحتها حوالي 10 هكتارات (هو وحدة مساحة تساوي 10.000 متر مربع و100 آر) سُكنَت القرية بالسكان خلال المراحل الثلاث الأولى من العصر البرونزي القديم وفقط خلال المرحلة الثالثة من العصر البرونزي القديم.
تعتبر تل الفاراني من المواقع الأثرية في بلدة حمامة، حيث يعد هذا المعلم في بلدة حمامة تلة أثرية حيث يقع فيه بقايا سكان العصر الكنعاني حتى العصر البيزنطي. كَشَفَت الحفريات عن التحصينات الكنعانية على هذا التل. يقع تل الفاراني في الشمال الشرقي من  بلدة حمامة (الأبطة)  إلى الغرب مباشرة من خط السكة الحديد بين اللدوغزة، ويقع هذا التل في ممتلكات عائلة الفاراني (الحمامية).